# 73.º Congreso de los Estados Unidos
El Septuagésimo tercer Congreso de los Estados Unidos fue una reunión del poder legislativo del gobierno federal de los Estados Unidos, integrado por el Senado de los Estados Unidos y la Cámara de Representantes de los Estados Unidos. Se celebró en Washington D. C. de 4 de marzo de 1933 al 3 de enero de 1935, durante los dos primeros años de la Presidencia de Franklin D. Roosevelt. Debido a la recién ratificado 20° Enmienda, este Congreso fue de alrededor de 2 meses corto de 2 años de duración. El reparto de escaños en la  Cámara de Representantes se basó en el XV censo de los Estados Unidos en 1930. Ambas cámaras tenían una mayoría Democrática.

## Eventos principales
- 4 de marzo de 1933 Franklin D. Roosevelt se convierte en Presidente de los Estados Unidos de América

## Resumen de los partidos

### Senado
Hubo 48 estados con dos senadores por cada estado que dieron 96 escaños al Senado. La membrecia cambió, con cuatro defunciones, una dimisión, y dos personas designadas que fueron sustituidos por electores.
|                     | Partido(en negrita significa la mayoría en la asamblea) | Partido(en negrita significa la mayoría en la asamblea) | Partido(en negrita significa la mayoría en la asamblea) | Total |   |
| ------------------- | ------------------------------------------------------- | ------------------------------------------------------- | ------------------------------------------------------- | ----- | - |
|                     |                                                         |                                                         |                                                         | Total |   |
| Democrático         | Republicano                                             | Agrario-Laborista                                       | Vacante                                                 | Total |   |
| Inicia (1933-03-04) | 59                                                      | 36                                                      | 1                                                       | 96    | 0 |
| 1933-03-11          | 59                                                      | 35                                                      | 1                                                       | 95    | 1 |
| 1933-05-24          | 60                                                      | 35                                                      | 1                                                       | 96    | 0 |
| 1933-06-24          | 59                                                      | 35                                                      | 1                                                       | 95    | 1 |
| 1933-10-06          | 59                                                      | 34                                                      | 1                                                       | 94    | 2 |
| 1933-10-19          | 59                                                      | 35                                                      | 1                                                       | 95    | 1 |
| 1933-11-03          | 58                                                      | 35                                                      | 1                                                       | 94    | 2 |
| 1933-11-06          | 59                                                      | 35                                                      | 1                                                       | 95    | 1 |
| 1934-01-01          | 60                                                      | 35                                                      | 1                                                       | 96    | 0 |
| 1934-11-07          | 60                                                      | 35                                                      | 1                                                       | 96    | 0 |
| Votos obtenidos     | 63%                                                     | 36%                                                     | 1%                                                      |       |   |

### Cámara de Representantes
La membrecia cambió con doce muertes y tres dimisiones.
|                     | Partido(en negrita significa la mayoría en la asamblea) | Partido(en negrita significa la mayoría en la asamblea) | Partido(en negrita significa la mayoría en la asamblea) | Total |   |
| ------------------- | ------------------------------------------------------- | ------------------------------------------------------- | ------------------------------------------------------- | ----- | - |
|                     |                                                         |                                                         |                                                         | Total |   |
| Democrático         | Republicano                                             | Agrario-Laborista                                       | Vacante                                                 | Total |   |
| Inicia (1933-03-04) | 311                                                     | 117                                                     | 5                                                       | 433   | 2 |
| 1933-04-22          | 312                                                     | 117                                                     | 5                                                       | 434   | 1 |
| 1933-04-29          | 311                                                     | 117                                                     | 5                                                       | 433   | 2 |
| 1933-05-12          | 310                                                     | 117                                                     | 5                                                       | 432   | 3 |
| 1933-05-17          | 309                                                     | 117                                                     | 5                                                       | 431   | 4 |
| 1933-06-19          | 308                                                     | 117                                                     | 5                                                       | 430   | 5 |
| 1933-06-22          | 307                                                     | 117                                                     | 5                                                       | 429   | 6 |
| 1933-06-24          | 308                                                     | 117                                                     | 5                                                       | 430   | 5 |
| 1933-07-05          | 309                                                     | 117                                                     | 5                                                       | 431   | 4 |
| 1933-08-27          | 309                                                     | 116                                                     | 5                                                       | 430   | 5 |
| 1933-09-23          | 308                                                     | 116                                                     | 5                                                       | 429   | 6 |
| 1933-10-03          | 309                                                     | 116                                                     | 5                                                       | 430   | 5 |
| 1933-10-19          | 309                                                     | 115                                                     | 5                                                       | 429   | 6 |
| 1933-11-05          | 309                                                     | 114                                                     | 5                                                       | 428   | 7 |
| 1933-11-07          | 310                                                     | 114                                                     | 5                                                       | 429   | 6 |
| 1933-11-14          | 311                                                     | 114                                                     | 5                                                       | 430   | 5 |
| 1933-11-28          | 312                                                     | 114                                                     | 5                                                       | 431   | 4 |
| 1933-12-19          | 313                                                     | 114                                                     | 5                                                       | 432   | 3 |
| 1933-12-19          | 313                                                     | 113                                                     | 5                                                       | 431   | 4 |
| 1933-12-28          | 313                                                     | 114                                                     | 5                                                       | 432   | 3 |
| 1934-01-16          | 313                                                     | 115                                                     | 5                                                       | 433   | 2 |
| 1934-01-30          | 313                                                     | 116                                                     | 5                                                       | 434   | 1 |
| 1934-04-01          | 312                                                     | 116                                                     | 5                                                       | 433   | 2 |
| 1934-05-01          | 313                                                     | 116                                                     | 5                                                       | 434   | 1 |
| 1934-05-29          | 313                                                     | 115                                                     | 5                                                       | 433   | 2 |
| 1934-06-08          | 312                                                     | 115                                                     | 5                                                       | 432   | 3 |
| 1934-07-07          | 313                                                     | 115                                                     | 5                                                       | 433   | 2 |
| 1934-08-19          | 312                                                     | 115                                                     | 5                                                       | 432   | 3 |
| 1934-09-30          | 312                                                     | 114                                                     | 5                                                       | 431   | 4 |
| Votos obtenidos     | 72.4%                                                   | 26.4%                                                   | 1.2%                                                    |       |   |

- Datos: Q4643305